# Llei de Kirchhoff de la radiació tèrmica

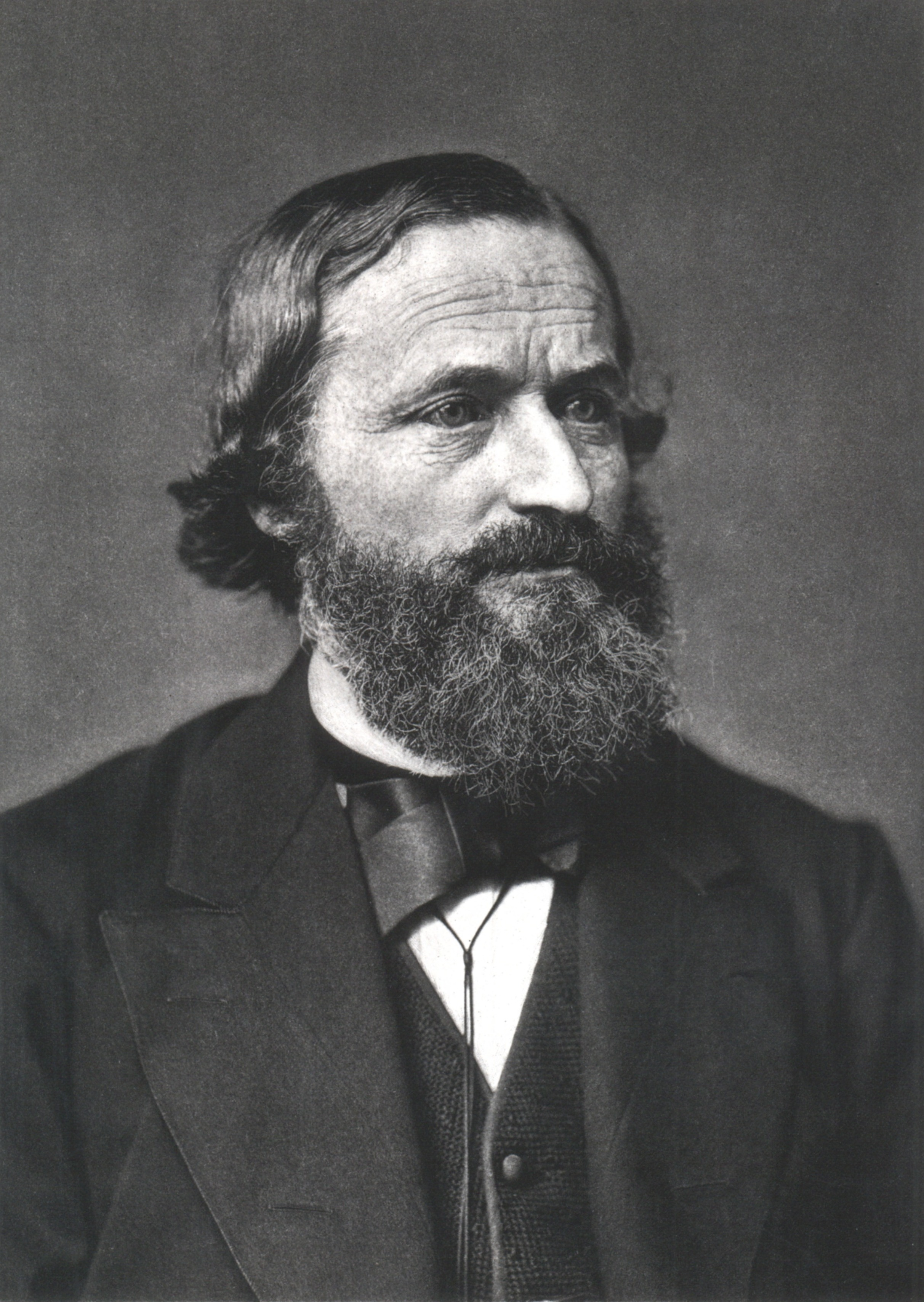
Gustav Kirchhoff (1824–1887)

En la transferència de calor, la llei de Kirchhoff de la radiació tèrmica es refereix a l'emissió radiativa específica de la longitud d'ona i l'absorció per part d'un cos material en equilibri termodinàmic, inclòs l'equilibri d'intercanvi radiatiu. És un cas especial de relacions recíproques d'Onsager com a conseqüència de la reversibilitat temporal de la dinàmica microscòpica, també coneguda com a reversibilitat microscòpica.
Un cos a temperatura T irradia energia electromagnètica. Un cos negre perfecte en equilibri termodinàmic absorbeix tota la llum que l'incideix i irradia energia segons una llei única de poder emissiu radiatiu per a la temperatura T (llei de Stefan-Boltzmann), universal per a tots els cossos negres perfectes. La llei de Kirchhoff diu que:
Per a un cos de qualsevol material arbitrari que emet i absorbeix radiació electromagnètica tèrmica a cada longitud d'ona en equilibri termodinàmic, la relació entre la seva potència emissiva i el seu coeficient d'absorció adimensional és igual a una funció universal només de longitud d'ona radiativa i temperatura. Aquesta funció universal descriu el poder emissiu perfecte del cos negre.
Aquí, el coeficient d'absorció adimensional (o l'absortivitat) és la fracció de llum incident (potència) a cada freqüència espectral que és absorbida pel cos quan s'irradia i absorbeix en equilibri termodinàmic.
En termes lleugerament diferents, el poder emissiu d'un cos opac arbitrari de mida i forma fixa a una temperatura definida es pot descriure mitjançant una relació adimensional, de vegades anomenada emissivitat: la relació entre el poder emissiu del cos i el poder emissiu d'un cos. cos negre de la mateixa mida i forma a la mateixa temperatura fixa. Amb aquesta definició, la llei de Kirchhoff diu, en un llenguatge més senzill:
Per a un cos arbitrari que emet i absorbeix radiació tèrmica en equilibri termodinàmic, la funció d'emissivitat és igual a la funció d'absorció.
En alguns casos, la potència emissiva i l'absorció es poden definir en funció de l'angle, tal com es descriu a continuació. La condició d'equilibri termodinàmic és necessària en l'enunciat, perquè la igualtat d'emissivitat i d'absorpció sovint no es compleix quan el material del cos no està en equilibri termodinàmic.
La llei de Kirchhoff té un altre corol·lari: l'emissivitat no pot excedir d'un (perquè l'absortivitat no pot, per conservació de l'energia), de manera que no és possible irradiar tèrmicament més energia que un cos negre, en equilibri. En luminescència negativa, l'absorció integrada de l'angle i la longitud d'ona supera l'emissió del material; tanmateix, aquests sistemes estan alimentats per una font externa i, per tant, no estan en equilibri termodinàmic.

## Principi d'equilibri detallat
La llei de Kirchhoff de la radiació tèrmica té un refinament en què no només l'emissivitat tèrmica és igual a l'absorpció, sinó que és igual en detall. Considereu una fulla. És un pobre absorbent de llum verda (al voltant de 470 nm), per això sembla verd. Pel principi d'equilibri detallat, també és un emissor deficient de llum verda.
En altres paraules, si un material, il·luminat per la radiació del cos negre de la temperatura {\displaystyle T}, és fosc a una freqüència determinada {\displaystyle \nu }, llavors la seva radiació tèrmica també serà fosca a la mateixa freqüència {\displaystyle \nu } i la mateixa temperatura {\displaystyle T}.
De manera més general, totes les propietats intensives estan equilibrades en detall. Així, per exemple, l'absorpció en una determinada direcció d'incidència, per a una determinada freqüència, d'una determinada polarització, és la mateixa que l'emissivitat en la mateixa direcció, per a la mateixa freqüència, de la mateixa polarització. Aquest és el principi de l'equilibri detallat.
En equilibri, la potència radiada i absorbida pel cos ha de ser igual per a qualsevol element particular de l'àrea del cos, per a qualsevol direcció particular de polarització i per a qualsevol rang de freqüències.

## Història
Abans que es reconegués la llei de Kirchhoff, s'havia establert experimentalment que un bon absorbent és un bon emissor i un mal absorbent és un mal emissor. Naturalment, un bon reflector ha de ser un absorbent pobre. Per això, per exemple, les mantes tèrmiques d'emergència lleugeres es basen en recobriments metàl·lics reflectants: perden poca calor per radiació.
La gran visió de Kirchhoff va ser reconèixer la universalitat i la singularitat de la funció que descriu el poder emissiu del cos negre. Però no sabia la forma precisa ni el caràcter d'aquesta funció universal. Lord Rayleigh i Sir James Jeans van fer intents entre 1900 i 1905 per descriure-ho en termes clàssics, donant lloc a la llei Rayleigh-Jeans. Aquesta llei va resultar inconsistent i va produir la catàstrofe ultraviolada. La forma correcta de la llei va ser trobada per Max Planck el 1900, assumint l'emissió quantificada de radiació, i s'anomena llei de Planck. Això marca l'arribada de la mecànica quàntica.

## Teoria
En un recinte de cos negre que conté radiació electromagnètica amb una certa quantitat d'energia en equilibri termodinàmic, aquest "gas de fotó" tindrà una distribució d'energies de Planck.
Es pot suposar un segon sistema, una cavitat amb parets opaques, rígides i no perfectament reflectants a cap longitud d'ona, que es connectarà, a través d'un filtre òptic, amb el recinte del cos negre, tots dos a la mateixa temperatura. La radiació pot passar d'un sistema a un altre. Per exemple, suposem en el segon sistema, la densitat de fotons en una banda de freqüència estreta al voltant de la longitud d'ona {\displaystyle \lambda } eren superiors a les del primer sistema. Si el filtre òptic només passava aquesta banda de freqüència, llavors hi hauria una transferència neta de fotons, i la seva energia, del segon sistema al primer. Això és una violació de la segona llei de la termodinàmica, que requereix que no hi pugui haver transferència neta de calor entre dos cossos a la mateixa temperatura.
En el segon sistema, doncs, a cada freqüència, les parets han d'absorbir i emetre energia de manera que es mantingui la distribució del cos negre. Per tant, l'absortivitat i l'emissivitat han de ser iguals. L'absorció {\displaystyle \alpha _{\lambda }} de la paret és la relació entre l'energia absorbida per la paret i l'energia incident a la paret, per a una determinada longitud d'ona. Així l'energia absorbida és {\displaystyle \alpha _{\lambda }E_{b\lambda }(\lambda ,T)} on {\displaystyle E_{b\lambda }(\lambda ,T)} és la intensitat de la radiació del cos negre a la longitud d'ona {\displaystyle \lambda } i temperatura {\displaystyle T}. Independentment de la condició d'equilibri tèrmic, l'emissivitat de la paret es defineix com la relació entre l'energia emesa i la quantitat que s'irradiaria si la paret fos un cos negre perfecte. L'energia emesa és així {\displaystyle \varepsilon _{\lambda }E_{b\lambda }(\lambda ,T)} on {\displaystyle \varepsilon _{\lambda }} és l'emissivitat a la longitud d'ona {\displaystyle \lambda }. Per mantenir l'equilibri tèrmic, aquestes dues quantitats han de ser iguals, o en cas contrari, la distribució de les energies fotòniques a la cavitat es desviarà de la d'un cos negre. Això produeix la llei de Kirchhoff :
{\displaystyle \alpha _{\lambda }=\varepsilon _{\lambda }}Mitjançant un argument similar, però més complicat, es pot demostrar que, com que la radiació del cos negre és igual en totes les direccions (isòtropa), l'emissivitat i l'absorció, si depenen de la direcció, han de tornar a ser iguals per a qualsevol direcció donada.
Sovint es donen dades d'absorpció i emissivitat mitjanes i globals per a materials amb valors que difereixen entre si. Per exemple, es diu que la pintura blanca té una capacitat d'absorció de 0,16, mentre que té una emissivitat de 0,93. Això es deu al fet que l'absortivitat es fa mitjana amb la ponderació de l'espectre solar, mentre que l'emissivitat es pondera per a l'emissió de la pròpia pintura a temperatures ambientals normals. La capacitat d'absorció indicada en aquests casos es calcula mitjançant:
{\displaystyle \alpha _{\mathrm {sun} }=\displaystyle {\frac {\int _{0}^{\infty }\alpha _{\lambda }(\lambda )I_{\lambda \mathrm {sun} }(\lambda )\,d\lambda }{\int _{0}^{\infty }I_{\lambda \mathrm {sun} }(\lambda )\,d\lambda }}}mentre que l'emissivitat mitjana ve donada per:
{\displaystyle \varepsilon _{\mathrm {paint} }={\frac {\int _{0}^{\infty }\varepsilon _{\lambda }(\lambda ,T)E_{b\lambda }(\lambda ,T)\,d\lambda }{\int _{0}^{\infty }E_{b\lambda }(\lambda ,T)\,d\lambda }}}on
{\displaystyle I_{\lambda \mathrm {sun} }} és l'espectre d'emissió del sol, i {\displaystyle \varepsilon _{\lambda }E_{b\lambda }(\lambda ,T)} és l'espectre d'emissió de la pintura. Encara que, per la llei de Kirchhoff, {\displaystyle \varepsilon _{\lambda }=\alpha _{\lambda }} a les equacions anteriors, les mitjanes anteriors {\displaystyle \alpha _{\mathrm {sun} }} i {\displaystyle \varepsilon _{\mathrm {paint} }} generalment no són iguals entre si. La pintura blanca servirà com a molt bon aïllant de la radiació solar, perquè reflecteix molt la radiació solar, i encara que, per tant, emet malament a la banda solar, la seva temperatura estarà al voltant de la temperatura ambient, i emetrà qualsevol radiació que sigui. ha absorbit en l'infraroig, on el seu coeficient d'emissió és alt.